# 汤旺县
汤旺县是中华人民共和国黑龙江省伊春市下辖的一个县。縣人民政府駐湯旺河鎮東風大街102號。
汤旺县成立于2019年伊春市行政区划大调整期间。原乌伊岭区、汤旺河区撤销，以两区的行政区域设立汤旺县。

## 行政区划
汤旺县下辖2个镇：
乌伊岭镇、汤旺河镇、汤旺河林业局和乌伊岭林业局。

## 人口
根據第七次人口普查數據，截至2020年11月1日零時，湯旺縣常住人口為33245人。

## 旅游
汤旺河景区针阔混交林2019年获评“中国最美森林”。